# Serenissima 308 Jet Competizione
La Serenissima 308 Jet Competizione est une voiture de sport qui fut construite à un seul exemplaire par l'entreprise italienne Scuderia Serenissima.